# ホワット・ウィ・マスト
『ホワット・ウィ・マスト』（What We Must）は、ノルウェーのバンド、ジャガ・ジャジストが2005年に発表したスタジオ・アルバム。

## 背景
バンドのオリジナル・メンバーであるJørgen Munkebyは、自身のバンドに打ち込むため既にジャガ・ジャジストを離れていたが、本作収録曲「スターダスト・ホテル」の作曲には参加した。
Beat Recordsから発売された日本盤CDには、4曲のデモ・ヴァージョンがボーナス・トラックとして追加収録された。イギリスでは、それらのデモ・ヴァージョンを収録したボーナスEPの付いたヴァージョンも限定発売されている。

## 反響
母国ノルウェーのアルバム・チャートでは、モーターサイコとのコラボレーション・アルバムを含めると、ジャガ・ジャジストにとって3作目となるトップ10入りを果たした。また、ベルギーのフランデレン地域で初のチャート・インを果たした。

## 収録曲
特記なき楽曲はラーシュ・ホーントヴェット作曲。
1. オール・アイ・ノウ・イズ・トゥナイト - "All I Know Is Tonight" (Lars Horntveth, Andreas Hessen Schei) - 7:40
2. スターダスト・ホテル - "Stardust Hotel" (Jørgen Munkeby, L. Horntveth, Mathias Eick) - 6:15
3. フォー・オール・ユー・ハッピー・ピープル - "For All You Happy People" (Andreas Mjøs, L. Horntveth) - 3:58
4. オスロ・スカイライン - "Oslo Skyline" - 5:31
5. スウェーデンボルイスケ・ルム - "Swedenborgske Rom" (A. H. Schei) - 8:46
6. ミカド - "Mikado" - 5:57
7. アイ・ハブ・ア・ゴースト、ナウ・ホワット? - "I Have a Ghost, Now What?" - 7:32

### 日本盤ボーナス・トラック
1. ミカド (demo) - "Mikado (demo)" - 4:19
2. オール・アイ・ノウ・イズ・トゥナイト (demo) - "All I Know Is Tonight (demo)" (L. Horntveth, A. H. Schei) - 6:26
3. スターダスト・ホテル (demo) - "Stardust Hotel (demo)" (J. Munkeby, L. Horntveth, M. Eick) - 4:57
4. スウェーデンボルイスケ・ルム - "Swedenborgske Rom (demo)" (A. H. Schei) - 7:05

## 参加ミュージシャン
- Lars Horntveth - ギター、B♭クラリネット、バスクラリネット、ソプラノ・サックス、メロトロン、キーボード、ラップ・スティール・ギター、グロッケンシュピール、タンブーラ、ボーカル
- Martin Horntveth - ドラムス、パーカッション、ゴング、ボーカル
- Mathias Eick - トランペット、アップライト・ベース、ヴィブラフォン、キーボード、シンセサイザー、ボーカル
- Line Horntveth - チューバ、パーカッション、ボーカル
- Andreas Mjøs - ギター、ヴィブラフォン、オムニコード、マリンバ、パーカッション、グロッケンシュピール
- Even Ormestad - ベース、シンセサイザー、バリトン・ギター、ピアノ、マリンバ
- Harald Frøland - ギター、エフェクト
- Ketil Vestrum Einarsen - フルート、トイ・サックス、シンセサイザー
- Lars Wabø - トロンボーン、ユーフォニアム
- Andreas Hessen Schei - シンセサイザー、エレクトリックピアノ、オルガン、メロトロン、ピアノ、ボーカル

アディショナル・ミュージシャン
- Kåre Christoffer Vestrheim  - キーボード、テルミン、パーカッション